# The Caster Chronicles
The Caster Chronicles è una serie di romanzi dark fantasy scritti da Kami Garcia e Margaret Stohl a partire dal 2009. La serie ha venduto oltre 1,3 milioni di copie negli Stati Uniti d'America e 3,5 milioni di copie in tutto il mondo. È stata tradotta in 39 lingue e pubblicata in 50 paesi.
I romanzi raccontano la storia d'amore tra due ragazzi, Ethan Wate e Lena. La storia è raccontata in prima persona da Ethan stesso che vive a Gatlin, una cittadina del Sud degli Stati Uniti d'America. Ethan conduce una vita tranquilla e senza particolari sconvolgimenti, fino all'arrivo di una misteriosa ragazza, Lena che si rivelerà essere una maga (caster in lingua originale).

## Elenco dei romanzi

### Serie principale
- La sedicesima luna (Beautiful Creatures)
- La diciassettesima luna (Beautiful Darkness)
- Dream Dark (racconto)[3]
- La diciottesima luna (Beautiful Chaos)
- La diciannovesima luna (Beautiful Redemption)

### Dangerous Creatures
La serie Dangerous Creatures è uno spin-off che racconta la storia d'amore fra Link, un amico di Ethan, e Ridley Duchannes, cugina di Lena.
1. Dangerous Dream (prequel, 2013)
2. Dangerous Creatures (2014)
3. Dangerous Deception (2015)

### Beautiful Creatures: The Untold Stories
The Untold Stories è una serie di racconti, pubblicati su e-book, che approfondisce le storie di alcuni personaggi secondari.
- The Mortal Heart (2015)
- The Seer's Spread (2015)
- Before the Claiming (2015)
- A Gatlin Wedding (2016)

## Personaggi
Ethan Lawson Wate
È il protagonista e narratore della storia. Vive a Gatlin da sempre, ma odia il paesino e ha una serie di dépliant di College molto lontani da Gatlin e una mappa del mondo con varie città collegate da una sottile linea verde, luoghi che ha "visitato" attraverso i libri e che si è ripromesso di visitare una volta finito il College. Ha appena perso la madre, con cui aveva un forte legame, e vive con il padre (che si rintana nel suo studio per tutto il giorno, lavorando di notte e dormendo di giorno) e Amma. Nel secondo libro scopre di essere un Trovavia, un Mortale legato ad un Mago destinato a fare grandi cose, guidandolo nella giusta direzione.
Lena Duchannes
È la coprotagonista del libro. È una Maga, più precisamente una Naturale con il potere di controllare gli elementi e le condizioni atmosferiche, e la sua famiglia è colpita da una maledizione dai tempi della Guerra civile. Il padre è stato ucciso dalla madre Serafine, e ha vissuto soprattutto con la nonna, viaggiando molto e raccogliendo una serie di cianfrusaglie, tutti ricordi di momenti importanti della sua vita, raccolte in una collana da cui non si separa mai. Adora leggere poesie e scrive in continuazione su un block notes a spirale tutto sgangherato. Arriva a Gatlin 152 giorni prima del suo sedicesimo compleanno, va a vivere a Ravenwood, da suo zio Macon. Durante la sua Diciassettesima Luna, nel secondo libro, decide di essere sia Luce sia Tenebre.
Amarie "Amma" Treadeau
Una veggente, molto superstiziosa, che ha cresciuto Ethan e suo padre. Lascia sempre in giro un sacco di amuleti, che Ethan ha imparato a lasciare dove sono. Secondo Ethan, è una specie di nonna più dispotica della nonna vera. E sostiene di compiere sempre cinquantatré anni.
Macon Melchizedeck Ravenwood
Lo zio di Lena, ed è il "Boo Radley" della città. Nessuno lo ha mai visto, perché non esce mai dalla sua casa essendo un Inkubus (una creatura delle Tenebre alla base delle leggende sui vampiri, la luce solare indebolisce i suoi poteri. Lui è diverso dagli altri Inkubes, infatti mentre gli altri si nutrono di sangue umano, lui si nutre dei loro sogni). È molto legato a Lena, per cui è pronto a sacrificare se stesso, e ha un cane di nome Boo Radley, che segue Lena dappertutto. La sua casa, Ravenwood, è il più antico edificio della città, e senza la sua famiglia Gatlin non esisterebbe, ma nessuno, in città, lo ammetterebbe mai. Lena lo chiama Zio M.
Weasley Jeferson "Link" Lincoln
Il migliore amico di Ethan, nonché unico ragazzo che si sieda con Lena alla mensa e che non la emargina, oltre a Ethan. È amico di Ethan dalla seconda elementare, quando gli regalò una merendina che poi si rivelò essere caduta a terra (non è vero, Link sosteneva così, ma nell'ultimo libro dice chiaramente ad Ethan che in realtà non era caduta a terra) e non lo lascerebbe mai. Sua madre, Martha Lincoln, comincerà una "campagna" contro Lena per poterla cacciare da Gatlin. Nel secondo libro viene morso da John Breed, diventando Incubus per un quarto, acquisendo la capacità di Viaggiare (teletrasportarsi) e non sentendo più la necessità di mangiare. Ha una storia d'amore altalenante con Ridley.
Martha Lincoln
La madre di Link, nonché colei che comincerà la strana campagna per cacciare Lena dal paese. Le sue convinzioni sono ferree, ed è molto determinata in ciò che fa. È il capo del DAR, le Figlie della rivoluzione americana, un'associazione in cui per entrare devi essere imparentato con uno dei patrioti della Rivoluzione e che, come dice Ethan, snobba chiunque non sia "nessuno" o sia un forestiero.
Sarafine Duchannes
Madre di Lena, è una delle più potenti Maghe delle Tenebre. È una Cataclismatica. Nei primi due libri cerca di convincere la figlia a scegliere le Tenebre, scontrandosi con l'opposizione di suo fratello Macon, Ethan e Amma. Nei successivi libri diventa la principale antagonista sino alla sua sconfitta alla fine del terzo. Nell'ultimo libro compare nell'aldilà come Guardiana del labirinto.
Marian Ashcroft
La migliore amica di Lila Evers, la madre di Ethan, nonché Capo Bibliotecaria della biblioteca pubblica e della Domus Lunae Libri. È amica di Macon e vuole molto bene sia a Lena che a Ethan, da cui viene chiamata "zia Marian".
Olivia "Liv" Durand
Ragazza inglese, che si trasferisce a Gatlin per seguire l'addestramento da Custode all'interno della Domus Lunae Libri. Inizialmente si innamora di Ethan, ma dopo aver capito che è indissolubilmente legato a Lena decide di rimanere solo sua amica.
Lila Jane Evers
È la madre di Ethan, è stata una Custode pure Lei, ma Ethan lo scoprirà dopo che Lei morirà. Nel libro compare solo sotto forma di ''fantasma''. Per tutta la durata della saga, manda canzoni Ombra ad Ethan per aiutarlo. Ai tempi del college aveva una relazione con Macon, diventando in seguito una Custode per aiutarlo trasferendosi a Gatlin dove ha conosciuto Mitchell Wate e se ne è sinceramente innamorata.
Genevieve Katherine Duchannes
L'antenata di Lena che ha dato il via alla maledizione dei Duchannes. Vissuta durante la Guerra civile, per salvare il suo amato, Ethan Carter Wate, usò il Libro delle Lune per salvarlo, ma non ci riuscì e la sua famiglia fu colpita da una maledizione: alla Sedicesima Luna, nel Sedicesimo Compleanno del figlio, il Libro delle Lune deciderà se esso sarà nella Tenebre o nella Luce.
Ethan Carter Wate
Antenato di Ethan. Disertò dai Confederati per poter stare con Genevieve, ma per questo fu ucciso e tolto dall'albero genealogico dei Wate. È lui che regala a Genevieve il cammeo che provocherà le visioni a Ethan e Lena.
Abraham Ravenwood
È il bis-bis-bisnonno di Macon, nonché il ''cattivo'' della situazione. È un Inkubus di sangue.
Silas Ravenwood
È il padre di Macon, anche lui un cattivo soggetto essendo un Incubus di sangue. Compare una sola volta.
Hunting Ravenwood
È il fratello di Macon, anche lui Inkubus di sangue e combatte al fianco di Abraham.
Ridley Duchannes
È la cugina di Lena. Le due sono cresciute insieme, Ridley è più grande di Lena e il giorno del suo sedicesimo compleanno viene reclamata dalle Tenebre, diventando una Sirena col potere della Persuasione. Inizialmente sarà dalla parte di Sarafine e Abraham, ma poi si innamorerà di Link e anche per amore della cugina, andrà dalla parte dei ''buoni''.
Reece Duchannes
Altra cugina di lena. Lei è una Maga della luce ed è capace di leggere il viso delle persone e quindi giudicare se dicono la verità o no.
Larkin Kent
Cugino di Lena. È un Illusionista. Inizialmente si pensa sia nella Luce, ma poi si scopre che stava solo fingendo e che in realtà era nelle Tenebre.
Ryan Duchannes
Ultima cugina di Lena, per l'esattezza la più piccola, quindi nella saga non è stata reclamata. Si sa solo che è una Guaritrice.
John Breed
È un ibrido, metà mago e metà Incubus. Ha molti poteri tra cui: poter stare al sole, poter assorbire i poteri di altri maghi solamente toccandoli e ovviamente tutti i poteri degli Inkubus. Viene cresciuto da Abraham e Silas, per poi giungere dai nostri amici e innamorarsi perdutamente di Liv (Olivia Durand, giovane apprendista Custode di origini inglesi).
Prudence Jane Statham
Pro-prozia di Ethan, anche lei è stata custode dei tunnel magici e della Domus. Nel terzo libro aiuta Ethan, Liv e Link a raggiungere la Grande Barriera. Ha due sorelle: Grace e Mercy.
Grace Ann Statham
Pro-prozia di Ethan, sorella di Prudence e Mercy, non sta mai ferma e cerca sempre di avere ragione.
Mercy Lynne Statham
Pro-pro zia di Ethan, sorella di Prudence e Grace.
Leah Ann Revenwood
Sorella di Mecon è una succubus, aiuta Ethan, Liv e Link a salvare Lena da Sarafine e Abraham Revenwood.

## Trasposizioni in altri media
Dal primo libro della serie è stato tratto il film Beautiful Creatures - La sedicesima luna, scritto e diretto da Richard LaGravenese, con protagonisti Alice Englert e Alden Ehrenreich nei ruoli di Lena ed Ethan, uscito nelle sale nel febbraio 2013. A causa dello scarso successo di incassi e alla cattiva accoglienza da parte dei fan della serie l'adattamento cinematografico si è fermato al primo libro.
Sempre dal primo libro è stato anche tratta una graphic novel in stile manga illustrata da Cassandra Jean.